# Pseudotrochalus sankuruensis
Pseudotrochalus sankuruensis är en skalbaggsart som beskrevs av Louis Burgeon 1943. Pseudotrochalus sankuruensis ingår i släktet Pseudotrochalus och familjen Melolonthidae. Inga underarter finns listade i Catalogue of Life.